# Liga Femenina de baloncesto 2023-24
La Liga Femenina de Baloncesto de España 2023-24 (llamado también Liga Femenina Endesa por motivos de patrocinio) fue la 61.ª edición de la máxima categoría del baloncesto femenino español: la Liga Femenina de Baloncesto de España.
La competición dio comienzo día 22 de septiembre con el arranque de la Liga Regular y finalizó día 12 de mayo (16 de mayo  si hubiera sido el caso de que se hubiera llegado al tercer partido en la final de los playoffs).

## Sistema de competición
Constó de 2 fases: la Liga Regular y los Playoffs por el título.

### Liga Regular
En la primera fase los 16 clubes que formaron parte de la categoría se enfrentaron todos contra todos en un grupo único dos veces: una ejerciendo de local en su pabellón y otra como visitante. En total se disputaron 30 jornadas.
En el momento que se disputaron las primeras 15 jornadas, acabando por lo tanto la primera vuelta de la Liga Regular (todos los equipos ya se enfrentaron a todos una vez), los equipos que clasificaron entre las 8 primeras posiciones tuvieron acceso a competir en la  Copa de la Reina  2024.
Una vez realizadas las 30 jornadas, dando así por finalizada la Liga Regular, los equipos que clasificaron en las 2 últimas posiciones descendieron a la Liga Femenina Challenge. En cambio, los equipos que clasificaron en las 8 primeras posiciones pasaron a jugar la siguiente fase: los Playoffs por el título.

### Playoffs por el título
Constó de 3 rondas eliminatorias: Cuartos de final, Semifinales y la Final. Los enfrentamientos se determinaron a partir de la posición en la que los equipos acabaron en la Liga Regular.
Tanto los cuartos de final como las Semifinales se jugaron a eliminatorias a doble partido, donde el equipo que más puntos sacó entre los dos partidos (ida y vuelta) fue el que pasó de ronda. El primer partido se jugó en el campo del equipo peor clasificado y el segundo en el del equipo mejor clasificado.
La Final, en cambio, se jugó al formato de "al mejor de tres" (el equipo que consiguiera 2 victorias se lleva la eliminatoria). El primer partido se jugó en el campo del mejor clasificado, el segundo en el del peor clasificado y, si se hubiera dado el caso en el que los dos equipos llegaran a ganar uno de los dos partidos, se hubiera jugado el tercer partido en el campo del mejor clasificado otra vez.

## Clubes participantes
Al finalizar la temporada pasada, tanto  Innova-TSN Leganés como CDB Clarinos Ciudad de la Laguna Tenerife perdieron su plaza en la máxima categoría del baloncesto femenino español al acabar en las dos últimas posiciones en la Liga Regular.
Por otra parte, ascendieron desde la Liga Femenina Challenge 2022-23 y por lo tanto ocuparán las 2 nuevas plazas liberadas: el Baxi Ferrol (en condición de equipo campeón de la fase regular) y el  Celta Zorka Recalvi (como campeón de los playoffs finales). A estos equipos se les sumaron los 14 que la temporada pasada lograron la salvación en la máxima categoría.
| Equipo                          | Ciudad                              | Pabellón                                      | Capacidad |
| ------------------------------- | ----------------------------------- | --------------------------------------------- | --------- |
| Barça CBS                       | Sant Feliu de Llobregat (Barcelona) | Palau Municipal d'Esports Juan Carlos Navarro | 2000      |
| Baxi Ferrol                     | Ferrol                              | Pavillón Municipal A Malata                   | 4000      |
| Cadí La Seu                     | Seo de Urgel                        | Palau Municipal d'Esports                     | 800       |
| Casademont Zaragoza             | Zaragoza                            | Pabellón Príncipe Felipe                      | 10 700    |
| Celta Zorka Recalvi             | Vigo                                | Pabellón de Navia                             | 1500      |
| Durán Maquinaria Ensino Lugo    | Lugo                                | Pazo dos Deportes                             | 6000      |
| Embutidos Pajariel Bembibre PDM | Bembibre                            | Bembibre Arena                                | 1500      |
| Hozono Global Jairis            | Alcantarilla                        | Municipal Fausto Vicent                       | 1260      |
| IDK Euskotren                   | San Sebastián                       | Polideportivo José Antonio Gasca              | 2500      |
| Kutxabank Araski                | Vitoria                             | Polideportivo Mendizorrotza                   | 3000      |
| Lointek Gernika Bizkaia         | Guernica y Luno                     | Maloste                                       | 800       |
| Movistar Estudiantes            | Madrid                              | Polideportivo Antonio Magariños               | 600       |
| Perfumerías Avenida             | Salamanca                           | Pabellón Polideportivo Würzburg               | 3000      |
| Spar Girona                     | Gerona                              | Pabellón Municipal Gerona-Fontajau            | 5500      |
| Spar Gran Canaria               | Las Palmas de Gran Canaria          | Gran Canaria Arena                            | 11 500    |
| Valencia Basket                 | Valencia                            | Pabellón Fuente de San Luis                   | 8500      |

## Liga regular
|                                                                     | Equipo                          | Puntos | J  | G  | P  | PF   | PC   | DP   |
| ------------------------------------------------------------------- | ------------------------------- | ------ | -- | -- | -- | ---- | ---- | ---- |
| 1                                                                   | Perfumerías Avenida             | 56     | 30 | 26 | 4  | 2191 | 1731 | 460  |
| 2                                                                   | Valencia Basket                 | 55     | 30 | 25 | 5  | 2119 | 1664 | 455  |
| 3                                                                   | Casademont Zaragoza             | 54     | 30 | 24 | 6  | 2147 | 1874 | 273  |
| 4                                                                   | Spar Girona                     | 48     | 30 | 18 | 12 | 2047 | 1872 | 175  |
| 5                                                                   | Hozono Global Jairis            | 46     | 30 | 16 | 14 | 1961 | 1960 | 1    |
| 6                                                                   | Movistar Estudiantes            | 46     | 30 | 16 | 14 | 1960 | 1894 | 66   |
| 7                                                                   | IDK Euskotren                   | 46     | 30 | 16 | 14 | 1963 | 1882 | 81   |
| 8                                                                   | Baxi Ferrol                     | 45     | 30 | 15 | 15 | 2087 | 2052 | 35   |
| 9                                                                   | Durán Maquinaria Ensino Lugo    | 44     | 30 | 14 | 16 | 1938 | 2087 | -149 |
| 10                                                                  | Gernika Bizkaia                 | 44     | 30 | 14 | 16 | 2038 | 2031 | 7    |
| 11                                                                  | Cadí La Seu                     | 42     | 30 | 12 | 18 | 2029 | 2180 | -151 |
| 12                                                                  | Kutxabank Araski                | 42     | 30 | 12 | 18 | 1892 | 2024 | -132 |
| 13                                                                  | Barça CBS                       | 41     | 30 | 11 | 19 | 1817 | 2032 | -215 |
| 14                                                                  | Celta Zorka Recalvi             | 40     | 30 | 10 | 20 | 1919 | 2123 | -204 |
| 15                                                                  | Spar Gran Canaria               | 40     | 30 | 10 | 20 | 2095 | 2242 | -147 |
| 16                                                                  | Embutidos Pajariel Bembibre PDM | 31     | 30 | 1  | 29 | 1742 | 2297 | -555 |
| Fuente: Federación Española de Baloncesto; actualización automática |                                 |        |    |    |    |      |      |      |

### Resultados
| Local \ Visitante               | BAR   | BAX   | CLS    | CAZ   | CEL   | ENS    | BEM   | JAI   | IDK   | ARA   | GER   | EST   | AVE   | GIR   | GCA   | VAL   |
| ------------------------------- | ----- | ----- | ------ | ----- | ----- | ------ | ----- | ----- | ----- | ----- | ----- | ----- | ----- | ----- | ----- | ----- |
| Barça CBS                       | —     | 70–75 | 66–63  | 63–66 | 59–70 | 66–50  | 58–39 | 57–64 | 55–77 | 59–53 | 79–72 | 55–70 | 49–60 | 72–70 | 45–75 | 42–92 |
| Baxi Ferrol                     | 78–69 | —     | 81–67  | 69–71 | 83–63 | 67–69  | 75–67 | 67–56 | 65–60 | 72–53 | 63–64 | 71–63 | 39–64 | 46–69 | 83–91 | 55–66 |
| Cadí La Seu                     | 62–71 | 93–76 | —      | 84–76 | 74–69 | 46–57  | 84–67 | 69–60 | 45–57 | 89–83 | 68–59 | 68–63 | 67–59 | 59–72 | 99–95 | 60–74 |
| Casademont Zaragoza             | 80–56 | 63–57 | 101–62 | —     | 72–38 | 66–80  | 91–62 | 71–67 | 66–65 | 61–53 | 88–56 | 79–59 | 69–73 | 65–38 | 81–68 | 54–70 |
| Celta Femxa Zorka               | 73–66 | 83–78 | 79–68  | 64–73 | —     | 71–76  | 94–57 | 51–59 | 55–93 | 61–66 | 69–79 | 59–67 | 80–77 | 75–84 | 78–66 | 48–73 |
| Durán Maquinaria Ensino Lugo    | 85–60 | 68–67 | 62–69  | 70–75 | 68–55 | —      | 78–72 | 75–80 | 58–65 | 53–57 | 78–60 | 44–59 | 51–93 | 54–77 | 77–68 | 66–62 |
| Embutidos Pajariel Bembibre PDM | 59–52 | 42–70 | 71–88  | 71–85 | 53–61 | 74–78  | —     | 55–73 | 52–89 | 48–78 | 44–80 | 52–67 | 57–73 | 57–86 | 78–87 | 55–70 |
| Hozono Global Jairis            | 64–66 | 75–73 | 78–65  | 60–71 | 77–63 | 65–50  | 73–48 | —     | 67–61 | 77–67 | 55–66 | 67–59 | 44–73 | 69–65 | 61–66 | 74–72 |
| IDK Euskotren                   | 59–48 | 58–66 | 55–49  | 60–70 | 77–57 | 70–63  | 64–60 | 74–64 | —     | 73–47 | 58–54 | 62–73 | 61–65 | 57–78 | 82–76 | 63–70 |
| Kutxabank Araski                | 67–69 | 66–71 | 77–76  | 53–62 | 68–57 | 68–71  | 60–50 | 73–67 | 58–71 | —     | 75–72 | 58–64 | 61–74 | 72–65 | 64–56 | 79–91 |
| Lointek Gernika Bizkaia         | 68–71 | 66–75 | 78–64  | 64–56 | 73–64 | 71–57  | 80–74 | 63–69 | 59–77 | 64–66 | —     | 76–71 | 80–73 | 64–74 | 98–59 | 84–64 |
| Movistar Estudiantes            | 64–53 | 71–82 | 76–58  | 71–75 | 61–47 | 74–68  | 72–49 | 62–67 | 71–61 | 65–56 | 75–58 | —     | 63–69 | 56–65 | 68–55 | 59–64 |
| Perfumerías Avenida             | 67–52 | 78–65 | 65–59  | 74–78 | 76–44 | 82–61  | 86–60 | 76–58 | 81–50 | 77–57 | 67–38 | 83–54 | —     | 68–52 | 72–52 | 71–56 |
| Spar Girona                     | 76–54 | 87–74 | 83–56  | 50–60 | 57–64 | 74–47  | 90–57 | 67–56 | 63–50 | 52–63 | 71–65 | 60–78 | 62–66 | —     | 78–73 | 47–57 |
| Spar Gran Canaria               | 65–84 | 61–78 | 98–59  | 57–75 | 67–80 | 72–83  | 75–69 | 76–63 | 75–67 | 83–59 | 55–68 | 78–72 | 68–88 | 64–83 | —     | 54–77 |
| Valencia Basket                 | 69–51 | 79–66 | 72–59  | 60–47 | 76–47 | 102–41 | 80–43 | 59–52 | 72–47 | 74–35 | 72–59 | 55–33 | 44–61 | 74–52 | 73–60 | —     |

### Evolución en la clasificación
La tabla muestra las posiciones de cada equipo al término de cada jornada. 
| Equipo ╲ Jornada                | 1         | 2  | 3  | 4  | 5  | 6  | 7  | 8  | 9  | 10 | 11 | 12 | 13 | 14 | 15 | 16 | 17 | 18 | 19 | 20 | 21 | 22 | 23 | 24 | 25 | 26 | 27 | 28 | 29 | 30 |    |
| ------------------------------- | --------- | -- | -- | -- | -- | -- | -- | -- | -- | -- | -- | -- | -- | -- | -- | -- | -- | -- | -- | -- | -- | -- | -- | -- | -- | -- | -- | -- | -- | -- | -- |
| Equipo ╲ Jornada                | Barça CBS | 8  | 11 | 11 | 12 | 12 | 10 | 9  | 9  | 10 | 13 | 13 | 13 | 14 | 14 | 13 | 13 | 14 | 14 | 14 | 12 | 12 | 11 | 11 | 12 | 12 | 12 | 13 | 13 | 12 | 13 |
| Baxi Ferrol                     | 6         | 9  | 9  | 9  | 8  | 7  | 6  | 8  | 9  | 11 | 11 | 9  | 8  | 8  | 8  | 9  | 9  | 9  | 9  | 9  | 10 | 10 | 9  | 10 | 10 | 7  | 8  | 7  | 10 | 8  |    |
| Cadí La Seu                     | 9         | 8  | 7  | 11 | 11 | 12 | 11 | 12 | 13 | 12 | 12 | 10 | 11 | 11 | 12 | 11 | 10 | 10 | 12 | 13 | 13 | 13 | 12 | 13 | 13 | 13 | 11 | 11 | 11 | 11 |    |
| Casademont Zaragoza             | 2         | 6  | 5  | 3  | 3  | 3  | 2  | 2  | 2  | 2  | 2  | 1  | 2  | 2  | 3  | 2  | 2  | 2  | 2  | 2  | 2  | 2  | 2  | 3  | 3  | 3  | 3  | 3  | 3  | 3  |    |
| Celta Femxa Zorka               | 16        | 16 | 15 | 15 | 16 | 16 | 16 | 15 | 15 | 15 | 15 | 15 | 13 | 13 | 14 | 14 | 13 | 13 | 13 | 14 | 14 | 14 | 14 | 14 | 14 | 14 | 14 | 14 | 15 | 14 |    |
| Durán Maquinaria Ensino Lugo    | 13        | 14 | 16 | 16 | 13 | 13 | 14 | 13 | 11 | 8  | 8  | 8  | 9  | 9  | 9  | 8  | 8  | 8  | 8  | 8  | 9  | 9  | 7  | 7  | 9  | 10 | 7  | 8  | 8  | 9  |    |
| Embutidos Pajariel Bembibre PDM | 10        | 13 | 14 | 14 | 15 | 15 | 15 | 16 | 16 | 16 | 16 | 16 | 16 | 16 | 16 | 16 | 16 | 16 | 16 | 16 | 16 | 16 | 16 | 16 | 16 | 16 | 16 | 16 | 16 | 16 |    |
| Hozono Global Jairis            | 5         | 5  | 4  | 7  | 9  | 8  | 10 | 11 | 8  | 9  | 10 | 12 | 10 | 10 | 11 | 12 | 11 | 11 | 10 | 10 | 8  | 8  | 10 | 9  | 6  | 6  | 6  | 6  | 5  | 5  |    |
| IDK Euskotren                   | 6         | 2  | 2  | 4  | 4  | 6  | 7  | 6  | 6  | 6  | 6  | 6  | 6  | 5  | 6  | 6  | 6  | 7  | 7  | 6  | 6  | 7  | 6  | 6  | 7  | 9  | 9  | 9  | 7  | 7  |    |
| Kutxabank Araski                | 11        | 12 | 13 | 13 | 14 | 14 | 12 | 10 | 12 | 10 | 9  | 11 | 12 | 12 | 10 | 10 | 12 | 12 | 11 | 11 | 11 | 12 | 13 | 11 | 11 | 11 | 12 | 12 | 13 | 12 |    |
| Lointek Gernika Bizkaia         | 4         | 4  | 8  | 6  | 5  | 5  | 4  | 4  | 5  | 5  | 5  | 5  | 5  | 7  | 7  | 7  | 7  | 6  | 6  | 7  | 7  | 6  | 8  | 8  | 8  | 8  | 10 | 10 | 9  | 10 |    |
| Movistar Estudiantes            | 12        | 7  | 6  | 5  | 6  | 9  | 8  | 7  | 7  | 7  | 7  | 7  | 7  | 6  | 5  | 4  | 4  | 5  | 5  | 5  | 5  | 5  | 5  | 4  | 5  | 4  | 4  | 5  | 6  | 6  |    |
| Perfumerías Avenida             | 3         | 3  | 3  | 1  | 1  | 1  | 1  | 1  | 1  | 1  | 1  | 3  | 3  | 3  | 2  | 3  | 3  | 3  | 3  | 3  | 3  | 3  | 3  | 1  | 1  | 1  | 1  | 1  | 1  | 1  |    |
| Spar Girona                     | 15        | 10 | 10 | 10 | 7  | 4  | 5  | 5  | 4  | 4  | 4  | 4  | 4  | 4  | 4  | 5  | 5  | 4  | 4  | 4  | 4  | 4  | 4  | 5  | 4  | 5  | 5  | 4  | 4  | 4  |    |
| Spar Gran Canaria               | 14        | 15 | 12 | 8  | 10 | 11 | 13 | 14 | 14 | 14 | 14 | 14 | 15 | 15 | 15 | 15 | 15 | 15 | 15 | 15 | 15 | 15 | 15 | 15 | 15 | 15 | 15 | 15 | 14 | 15 |    |
| Valencia Basket                 | 1         | 1  | 1  | 2  | 2  | 2  | 3  | 3  | 3  | 3  | 3  | 2  | 1  | 1  | 1  | 1  | 1  | 1  | 1  | 1  | 1  | 1  | 1  | 2  | 2  | 2  | 2  | 2  | 2  | 2  |    |

## Galardones

### MVP de la jornada
| Jornada  | Jugadora                | Equipo                          | Ref.   |
| -------- | ----------------------- | ------------------------------- | ------ |
| 1        | Paula Ginzo             | Barça CBS                       | [ 8 ]  |
| 2        | Arica Carter            | Hozono Global Jairis            | [ 9 ]  |
| 3        | Margaret Bair           | Cadí La Seu                     | [ 10 ] |
| 4        | Andrea Vilaró           | Perfumerías Avenida             | [ 11 ] |
| 5        | Kelsey Mitchell         | Spar Girona                     | [ 12 ] |
| 6        | Lydia Rivers            | Embutidos Pajariel Bembibre PDM | [ 13 ] |
| 7        | Sika Koné               | Perfumerías Avenida             | [ 14 ] |
| 8        | Tanaya Atkinson         | Casademont Zaragoza             | [ 15 ] |
| 9        | Sika Koné               | Perfumerías Avenida             | [ 16 ] |
| 10       | Crystal Bradford        | Gernika Bizkaia                 | [ 17 ] |
| 10       | Elizabeth Balogun       | Embutidos Pajariel Bembibre PDM | [ 17 ] |
| 11       | Raquel Carrera          | Valencia Basket                 | [ 18 ] |
| 12       | María España            | IDK Euskotren                   | [ 19 ] |
| 13       | Murjanatu Musa          | Celta Zorka Recalvi             | [ 20 ] |
| 14       | Regan Magarity          | Spar Girona                     | [ 21 ] |
| 15       | Billie Massey           | Movistar Estudiantes            | [ 22 ] |
| 16       | Adji Fall               | Spar Gran Canaria               | [ 23 ] |
| 17       | Leonie Fiebich          | Casademont Zaragoza             | [ 24 ] |
| 17       | Stephanie Mawuli        | Movistar Estudiantes            | [ 24 ] |
| 18       | Imani Tate              | Durán Maquinaria Ensino Lugo    | [ 25 ] |
| 19       | Lydia Giomi             | Durán Maquinaria Ensino Lugo    | [ 26 ] |
| 20       | Sika Koné               | Perfumerías Avenida             | [ 27 ] |
| 21       | Astou Ndour             | Spar Gran Canaria               | [ 28 ] |
| 22       | Julie Pospisilova       | Baxi Ferrol                     | [ 29 ] |
| 23       | Murjanatu Musa          | Celta Zorka Recalvi             | [ 30 ] |
| 24       | Delicia Washington      | Spar Gran Canaria               | [ 31 ] |
| 25       | Adji Fall               | Spar Gran Canaria               | [ 32 ] |
| 26       | Veronika Remenárová     | Cadí La Seu                     | [ 33 ] |
| 27       | Sika Koné               | Perfumerías Avenida             | [ 34 ] |
| 28       | Marianna Tolo           | Spar Girona                     | [ 35 ] |
| 29       | Astou Ndour             | Spar Gran Canaria               | [ 36 ] |
| 30       | Jade Loville            | Spar Gran Canaria               | [ 37 ] |
| PO C-I   | Stephanie Mawuli        | Movistar Estudiantes            | [ 38 ] |
| PO C-V   | Laura Gil               | Perfumerías Avenida             | [ 39 ] |
| PO C-V   | Gracia Alonso de Armiño | Movistar Estudiantes            | [ 39 ] |
| PO S-I   | Alina Iagupova          | Valencia Basket                 | [ 40 ] |
| PO S-V   | Sika Koné               | Perfumerías Avenida             | [ 41 ] |
| PO F-J.1 | Alina Iagupova          | Valencia Basket                 | [ 42 ] |
| PO F-J.2 | Nadia Fingall           | Valencia Basket                 | [ 43 ] |

### Premios finales
| Categoría           | Jugadora       | Equipo               | Ref.   |
| ------------------- | -------------- | -------------------- | ------ |
| MVP                 | Leonie Fiebich | Casademont Zaragoza  | [ 44 ] |
| MVP Nacional        | Mariona Ortiz  | Casademont Zaragoza  | [ 45 ] |
| Mejor Entrenadora   | Anna Montañana | Hozono Global Jairis | [ 46 ] |
| Jugadora Revelación | Murjanatu Musa | Celta Zorka Recalvi  | [ 47 ] |
| Quinteto Ideal      | Leonie Fiebich | Casademont Zaragoza  | [ 48 ] |
| Quinteto Ideal      | Mariona Ortiz  | Casademont Zaragoza  | [ 48 ] |
| Quinteto Ideal      | Queralt Casas  | Valencia Basket      | [ 48 ] |
| Quinteto Ideal      | Regan Magarity | Spar Girona          | [ 49 ] |
| Quinteto Ideal      | Sika Koné      | Perfumerías Avenida  | [ 49 ] |

## Playoffs por el título
|  | Cuartos de final                       | Cuartos de final                       | Cuartos de final                       | Cuartos de final                       |    |    | Semifinal                          | Semifinal                          | Semifinal                          | Semifinal                          |  |   | Final                                   | Final                                   | Final                                   | Final                                   |  |
|  | 25 de abril (ida) 28 de abril (vuelta) | 25 de abril (ida) 28 de abril (vuelta) | 25 de abril (ida) 28 de abril (vuelta) | 25 de abril (ida) 28 de abril (vuelta) |    |    | 2 de mayo (ida) 5 de mayo (vuelta) | 2 de mayo (ida) 5 de mayo (vuelta) | 2 de mayo (ida) 5 de mayo (vuelta) | 2 de mayo (ida) 5 de mayo (vuelta) |  |   | 9 y 12 de mayo 16 de mayo (3er partido) | 9 y 12 de mayo 16 de mayo (3er partido) | 9 y 12 de mayo 16 de mayo (3er partido) | 9 y 12 de mayo 16 de mayo (3er partido) |  |
|  |                                        |                                        |                                        |                                        |    |    |                                    |                                    |                                    |                                    |  |   |                                         |                                         |                                         |                                         |  |
|  |                                        |                                        |                                        |                                        |    |    |                                    |                                    |                                    |                                    |  |   |                                         |                                         |                                         |                                         |  |
|  | 1                                      | Perfumerías Avenida                    | 49                                     | 87                                     |    |    |                                    |                                    |                                    |                                    |  |   |                                         |                                         |                                         |                                         |  |
|  | 1                                      | Perfumerías Avenida                    | 49                                     | 87                                     |    |    |                                    |                                    |                                    |                                    |  |   |                                         |                                         |                                         |                                         |  |
|  | 8                                      | Baxi Ferrol                            | 61                                     | 69                                     |    |    |                                    |                                    |                                    |                                    |  |   |                                         |                                         |                                         |                                         |  |
|  | 8                                      | Baxi Ferrol                            | 61                                     | 69                                     |    | 1  | Perfumerías Avenida                | 61                                 | 82                                 |                                    |  |   |                                         |                                         |                                         |                                         |  |
|  |                                        |                                        |                                        |                                        |    | 1  | Perfumerías Avenida                | 61                                 | 82                                 |                                    |  |   |                                         |                                         |                                         |                                         |  |
|  |                                        |                                        | 4                                      | Spar Girona                            | 73 | 51 |                                    |                                    |                                    |                                    |  |   |                                         |                                         |                                         |                                         |  |
|  | 4                                      | Spar Girona                            | 4                                      | Spar Girona                            | 73 | 51 | 60                                 | 70                                 |                                    |                                    |  |   |                                         |                                         |                                         |                                         |  |
|  | 4                                      | Spar Girona                            |                                        |                                        |    |    |                                    |                                    |                                    |                                    |  |   |                                         |                                         |                                         |                                         |  |
|  | 5                                      | Hozono Global Jairis                   | 50                                     | 47                                     |    |    |                                    |                                    |                                    |                                    |  |   |                                         |                                         |                                         |                                         |  |
|  | 5                                      | Hozono Global Jairis                   | 50                                     | 47                                     |    |    |                                    |                                    |                                    |                                    |  | 1 | Perfumerías Avenida                     | 48                                      | 44                                      |                                         |  |
|  |                                        |                                        |                                        |                                        |    |    |                                    |                                    |                                    |                                    |  | 1 | Perfumerías Avenida                     | 48                                      | 44                                      |                                         |  |
|  |                                        |                                        | 2                                      | Valencia Basket                        | 67 | 61 |                                    |                                    |                                    |                                    |  |   |                                         |                                         |                                         |                                         |  |
|  | 2                                      | Valencia Basket                        | 2                                      | Valencia Basket                        | 67 | 61 | 60                                 | 79                                 |                                    |                                    |  |   |                                         |                                         |                                         |                                         |  |
|  | 2                                      | Valencia Basket                        |                                        |                                        |    |    |                                    |                                    |                                    |                                    |  |   |                                         |                                         |                                         |                                         |  |
|  | 7                                      | IDK Euskotren                          | 59                                     | 69                                     |    |    |                                    |                                    |                                    |                                    |  |   |                                         |                                         |                                         |                                         |  |
|  | 7                                      | IDK Euskotren                          | 59                                     | 69                                     |    | 2  | Valencia Basket                    | 80                                 | 80                                 |                                    |  |   |                                         |                                         |                                         |                                         |  |
|  |                                        |                                        |                                        |                                        |    | 2  | Valencia Basket                    | 80                                 | 80                                 |                                    |  |   |                                         |                                         |                                         |                                         |  |
|  |                                        |                                        | 3                                      | Casademont Zaragoza                    | 53 | 60 |                                    |                                    |                                    |                                    |  |   |                                         |                                         |                                         |                                         |  |
|  | 3                                      | Casademont Zaragoza                    | 3                                      | Casademont Zaragoza                    | 53 | 60 | 65                                 | 62                                 |                                    |                                    |  |   |                                         |                                         |                                         |                                         |  |
|  | 3                                      | Casademont Zaragoza                    |                                        |                                        |    |    |                                    |                                    |                                    |                                    |  |   |                                         |                                         |                                         |                                         |  |
|  | 6                                      | Movistar Estudiantes                   | 74                                     | 47                                     |    |    |                                    |                                    |                                    |                                    |  |   |                                         |                                         |                                         |                                         |  |
|  | 6                                      | Movistar Estudiantes                   | 74                                     | 47                                     |    |    |                                    |                                    |                                    |                                    |  |   |                                         |                                         |                                         |                                         |  |
|  |                                        |                                        |                                        |                                        |    |    |                                    |                                    |                                    |                                    |  |   |                                         |                                         |                                         |                                         |  |

### Cuartos de final
| Equipo 1                | Agr.    | Equipo 2                 | Ida   | Vuelta |
| ----------------------- | ------- | ------------------------ | ----- | ------ |
| (1) Perfumerías Avenida | 136–130 | Baxi Ferrol (8)          | 49–61 | 87–69  |
| (2) Valencia Basket     | 139–128 | IDK Euskotren (7)        | 60–59 | 79–69  |
| (3) Casademont Zaragoza | 127–121 | Movistar Estudiantes (6) | 65–74 | 62–47  |
| (4) Spar Girona         | 130–97  | Hozono Global Jairis (5) | 50–60 | 70–47  |

#### Partidos
Ida
| 25 de abril de 2024 | Baxi Ferrol                                            | 61–49                                | Perfumerías Avenida                                | Ferrol |  |
| 20:15               | Parciales: 15–13, 18–13, 14–15, 14–8                   | Parciales: 15–13, 18–13, 14–15, 14–8 | Parciales: 15–13, 18–13, 14–15, 14–8               | |  |
|                     | Estadísticas Mestres 17 Mestres 9 Soriano 5 Mestres 18 | Reporte Pts Reb Asts Val             | Estadísticas 11 Rodríguez 16 Koné 3 Vilaró 20 Koné | Pabellón: Polideportivo A Malata Árbitros: Carlos Javier García León Igor Esteve Malmierca Jaime Gómez Luque |  |

| 25 de abril de 2024 | IDK Euskotren                                    | 50–60                                | Valencia Basket                                                             | San Sebastián |  |
| 20:00               | Parciales: 11–12, 12–6, 21–17, 15–20             | Parciales: 11–12, 12–6, 21–17, 15–20 | Parciales: 11–12, 12–6, 21–17, 15–20                                        | |  |
|                     | Estadísticas Prieto 17 Junio 9 Massey 5 Junio 21 | Reporte Pts Reb Asts Val             | Estadísticas 18 Iagupova 14 Fingall 2 cuatro jugadoras 17 Fingall, Iagupova | Pabellón: Polideportivo Municipal José Antonio Gasca Árbitros: Paula Lema Parga José Javier Marqueta Gracia Fernando Martínez Estopiñán |  |

| 24 de abril de 2024 | Movistar Estudiantes                                         | 74–65                               | Casademont Zaragoza                                   | Madrid |  |
| 19:30               | Parciales: 25–15, 18–23, 22–7, 9–20                          | Parciales: 25–15, 18–23, 22–7, 9–20 | Parciales: 25–15, 18–23, 22–7, 9–20                   | |  |
|                     | Estadísticas Whittle 29 Whittle, Massey 7 Méndez 6 Mawuli 32 | Reporte Pts Reb Asts Val            | Estadísticas 23 Fiebich 8 Fiebich 3 Diallo 24 Fiebich | Pabellón: Polideportivo Antonio Magariños Árbitros: Germán Morales Ruiz Joaquín Lizana Moreno Jorge Caamaño Muñoz |  |

| 25 de abril de 2024 | Hozono Global Jairis                                       | 50–60                               | Spar Girona                                          | Alcantarilla |  |
| 20:15               | Parciales: 4–12, 21–18, 16–16, 9–14                        | Parciales: 4–12, 21–18, 16–16, 9–14 | Parciales: 4–12, 21–18, 16–16, 9–14                  | |  |
|                     | Estadísticas Ayuso, Arrojo 11 Bishop 13 Grande 3 Arrojo 22 | Reporte Pts Reb Asts Val            | Estadísticas 12 Magarity 8 Mendy 3 Mendy Magarity 20 | Pabellón: Pabellón Fausto Vicent Árbitros: Enrique Miguel López Herrada Daniel Checa Nebot Eduard Colomer Castello |  |

Vuelta
| 28 de abril de 2024 | Perfumerías Avenida                             | 87–69                                 | Baxi Ferrol                                          | Salamanca |  |
| 18:00               | Parciales: 23–11, 28–26, 16–18, 20–14           | Parciales: 23–11, 28–26, 16–18, 20–14 | Parciales: 23–11, 28–26, 16–18, 20–14                | |  |
|                     | Estadísticas Rodríguez 18 Gil 8 Carter 7 Gil 23 | Reporte Pts Reb Asts Val              | Estadísticas 17 Howard 8 Mestres 5 Soriano 21 Howard | Pabellón: Pabellón Municipal de Würzburg Árbitros: Mikel Cañigueral Novella Josep María Olivares Bernabeu Andrea Alejo Sánchez |  |

| 28 de abril de 2024 | Valencia Basket                                     | 79–69                                 | IDK Euskotren                                            | Valencia |  |
| 18:30               | Parciales: 28–20, 17–18, 19–13, 15–18               | Parciales: 28–20, 17–18, 19–13, 15–18 | Parciales: 28–20, 17–18, 19–13, 15–18                    | |  |
|                     | Estadísticas Fingall 14 Romero 7 Romero 7 Romero 21 | Reporte Pts Reb Asts Val              | Estadísticas 15 Tunstull 8 Tunstull 6 Prieto 21 Tunstull | Pabellón: Pabellón Fuente de San Luis Árbitros: Leandro Nicolás Lezcano Jorge Baena Criado Elena Espiau Guarner |  |

| 27 de abril de 2024 | Casademont Zaragoza                                           | 62–47                                | Movistar Estudiantes                                                     | Zaragoza |  |
| 18:00               | Parciales: 17–7, 18–12, 14–16, 13–12                          | Parciales: 17–7, 18–12, 14–16, 13–12 | Parciales: 17–7, 18–12, 14–16, 13–12                                     | |  |
|                     | Estadísticas Atkinson 16 Fiebich 9 Ortiz 6 Gimeno, Fiebich 17 | Reporte Pts Reb Asts Val             | Estadísticas 17 Alonso de Armiño 7 Massey 4 Camilión 23 Alonso de Armiño | Pabellón: Pabellón Príncipe Felipe Árbitros: Ángel de Lucas de Lucas Jesús Marcos Martínez Prada Nicolás Murillo Khon |  |

| 28 de abril de 2024 | Spar Girona                                                        | 70–47                                | Hozono Global Jairis                            | Gerona |  |
| 16:30               | Parciales: 14–8, 17–19, 23–10, 16–10                               | Parciales: 14–8, 17–19, 23–10, 16–10 | Parciales: 14–8, 17–19, 23–10, 16–10            | |  |
|                     | Estadísticas Bertsch 18 Canella 9 Ygueravide, Canella 4 Bertsch 21 | Reporte Pts Reb Asts Val             | Estadísticas 9 Grande 4 Bishop 3 Grande 8 Ayuso | Pabellón: Pabellón Municipal Gerona-Fontajau Árbitros: Jacobo Rial Barreiro Juan Pedro Morales García-Alcaide Pol Franquesa Vázquez |  |

### Semifinales
| Equipo 1                | Agr.    | Equipo 2                | Ida   | Vuelta |
| ----------------------- | ------- | ----------------------- | ----- | ------ |
| (1) Perfumerías Avenida | 143–124 | Spar Girona (4)         | 61–73 | 82–51  |
| (2) Valencia Basket     | 160–113 | Casademont Zaragoza (3) | 80–53 | 80–60  |

Ida
| 2 de mayo de 2024 | Spar Girona                                                                   | 73–61                               | Perfumerías Avenida                                             | Gerona |  |
| 19:45             | Parciales: 23–26, 18–22, 16–5, 16–8                                           | Parciales: 23–26, 18–22, 16–5, 16–8 | Parciales: 23–26, 18–22, 16–5, 16–8                             | |  |
|                   | Estadísticas Magarity 15 Magarity, Tolo 6 Nicholson, Ygueravide 3 Magarity 19 | Reporte Pts Reb Asts Val            | Estadísticas 16 Rodríguez 4 tres jugadoras 3 Delaere 17 Delaere | Pabellón: Pabellón Municipal Gerona-Fontajau Árbitros: Francisco José Zafra Guerra Antonio Manuel Zamora Rodríguez Eva Areste Giralt |  |

| 2 de mayo de 2024 | Casademont Zaragoza                                | 53–80                                | Valencia Basket                                         | Zaragoza |  |
| 20:00             | Parciales: 13–22, 14–17, 20–13, 6–28               | Parciales: 13–22, 14–17, 20–13, 6–28 | Parciales: 13–22, 14–17, 20–13, 6–28                    | |  |
|                   | Estadísticas Fiebich 15 Ortiz 6 Ortiz 5 Fiebich 15 | Reporte Pts Reb Asts Val             | Estadísticas 25 Iagupova 11 Fingall 7 Casas 26 Iagupova | Pabellón: Pabellón Príncipe Felipe Árbitros: Carlos Javier García León Ángel Antonio Albacete Chamón Ariadna Chueca Moreno |  |

Vuelta
| 5 de mayo de 2024 | Perfumerías Avenida                             | 82–51                                | Spar Girona                                           | Salamanca |  |
| 18:00             | Parciales: 20–10, 23–15, 18–18, 21–8            | Parciales: 20–10, 23–15, 18–18, 21–8 | Parciales: 20–10, 23–15, 18–18, 21–8                  | |  |
|                   | Estadísticas Gil 18 Koné 11 Rodríguez 5 Koné 27 | Reporte Pts Reb Asts Val             | Estadísticas 12 Bertsch 9 Magarity 3 López 15 Bertsch | Pabellón: Pabellón Municipal de Würzburg Árbitros: Germán Morales Ruiz Javier Ávila Zurita Cristina Adán Rodríguez |  |

| 5 de mayo de 2024 | Valencia Basket                                 | 80–60                                 | Casademont Zaragoza                                       | Valencia |  |
| 18:30             | Parciales: 21–12, 26–20, 20–13, 13–15           | Parciales: 21–12, 26–20, 20–13, 13–15 | Parciales: 21–12, 26–20, 20–13, 13–15                     | |  |
|                   | Estadísticas Casas 17 Ginzo 7 Romero 6 Casas 23 | Reporte Pts Reb Asts Val              | Estadísticas 19 Holešínská 7 Gimeno 5 Ortiz 15 Holešínská | Pabellón: Pabellón Fuente de San Luis Árbitros: Enrique Miguel López Herrada Sandra Sánchez González María Ángeles García Crespo |  |

### Final
| Equipo 1                | Series | Equipo 2            | 1.er partido | 2.º partido | 3.er partido |
| ----------------------- | ------ | ------------------- | ------------ | ----------- | ------------ |
| (1) Perfumerías Avenida | 0–2    | Valencia Basket (2) | 48–67        | 44–61       | —            |

Partido 1
| 9 de mayo de 2024 | Perfumerías Avenida                                    | 48–67                               | Valencia Basket                                                 | Salamanca |  |
| 20:30             | Parciales: 8–19, 20–16, 15–17, 5–15                    | Parciales: 8–19, 20–16, 15–17, 5–15 | Parciales: 8–19, 20–16, 15–17, 5–15                             | |  |
|                   | Estadísticas Koné, Rodríguez 9 Koné 10 Çakır 5 Koné 17 | Reporte Pts Reb Asts Val            | Estadísticas 15 Iagupova 6 Gülich, Iagupova 4 Casas 18 Iagupova | Pabellón: Pabellón Municipal de Würzburg Árbitros: Paula Lema Parga Héctor Báez Batista Fernando Ibáñez García |  |

Partido 2
| 12 de mayo de 2024 | Valencia Basket                                        | 61–44                                | Perfumerías Avenida                            | Valencia |  |
| 19:00              | Parciales: 14–9, 15–10, 15–12, 17–13                   | Parciales: 14–9, 15–10, 15–12, 17–13 | Parciales: 14–9, 15–10, 15–12, 17–13           | |  |
|                    | Estadísticas Fingall 15 Fingall 12 Romero 5 Fingall 25 | Reporte Pts Reb Asts Val             | Estadísticas 16 Koné 9 Gil 5 Rodríguez 17 Koné | Pabellón: Pabellón Fuente de San Luis Árbitros: Ángel de Lucas de Lucas Eric Carrera Rosdevall Rodrigo Palanca Page |  |

| Ganadoras de la Liga Femenina Endesa 2023–24 |
| -------------------------------------------- |
| Valencia Basket 2.º título                   |

## Postemporada
- Campeonas de la Liga Femenina Endesa 2023-24: Valencia Basket (2º título).
- Campeonas de la Copa de la Reina 2024: Valencia Basket (1er título).
- Campeonas de la Supercopa 2023: Valencia Basket (2º título).
- Clasificadas para Euroliga 2024-25: Perfumerías Avenida, Valencia Basket y Casademont Zaragoza (fase de clasificación).
- Clasificadas para Eurocup 2024-25: Spar Girona, Hozono Global Jairis, Movistar Estudiantes, IDK Euskotren y Baxi Ferrol (fase de clasificación).
- Descendidas a Liga Femenina Challenge 2024-25:  Embutidos Pajariel Bembibre PDM y Barça CBS. [1]
- Ascendidas de Liga Femenina Challenge 2023-24:  Osés Construcción Ardoi y Joventut Badalona.

## Equipos en competiciones europeas
| Equipo                  | Competición | Progreso         |
| ----------------------- | ----------- | ---------------- |
| Valencia Basket         | Euroliga    | Fase Regular     |
| Perfumerías Avenida     | Euroliga    | Cuartos de final |
| Casademont Zaragoza     | Euroliga    | Cuartos de final |
| Spar Girona             | Eurocup     | Semifinales      |
| Lointek Gernika Bizkaia | Eurocup     | Octavos de final |
| Cadí La Seu             | Eurocup     | Octavos de final |
| Movistar Estudiantes    | Eurocup     | Play-off Ronda 1 |